# Astropyga radiata
Astropyga radiata (лат.) — вид морских ежей из семейства Diadematidae отряда Diadematoida. Это крупный вид с длинными шипами, обитающий в тропической части Индо-Тихоокеанского региона. Впервые он был описан в 1778 году немецким лужицким натуралистом Натанаэлем Готфридом Леске.

## Описание
Крупный морской ёж с диаметром панциря тела до 20 см, уплощённый или слегка вогнутый с аборальной (верхней) стороны. Шипы длиной до 4 см сгруппированы в пять вертикальных скоплений, между которыми находятся V-образные участки без шипов, соответствующие межамбулакральным пластинам. Эти голые участки красные с линиями переливающихся синих точек, в то время как цвет остальной части тела и шипов варьируется от красновато-коричневого до пурпурного, тёмно-коричневого или почти чёрного. Шипы длинные и полые; они бывают двух видов, более короткие — ядовитые. Анальный мешок заметный, коричневый с тёмным кончиком. У молодых особей шипы имеют поперечную полосатость, и эта особенность иногда сохраняется до взрослой жизни.
- Чёрные и оранжевые экземпляры, Кения
- Оранжевые экземпляры, Филиппины
- Светлые экземпляры, Филиппины
- Редкий белый экземпляр, Гавайи

- Молодь, Индонезия
- Светлая молодь

## Распространение
Astropyga radiata обитает в Индо-Тихоокеанском океане на максимальной глубине около 70 метров, но чаще всего на глубине от 10 до 30 метров. Его ареал простирается от африканского побережья до Гавайев и австралийских вод. Его часто можно встретить в лагунах и заливах, где субстрат — песок, галька или коралловые обломки. Иногда многие ежи собираются в одном месте в плотные скопления.

## Биология
Astropyga radiata ведёт преимущественно ночной образ жизни и питается, пасясь на водорослях. Рот находится в центре оральной (нижней) поверхности, где расположены пять мощных зубов в форме, известной как «Аристотелев фонарь». Этот ёж чувствителен к свету и может направлять свои шипы на приближающийся угрожающий объект.
У Astropyga radiata полы разделены. Яйца и сперматозоиды выбрасываются в толщу воды. После оплодотворения личинки становятся планктонными и проходят несколько стадий развития, после чего оседают на морское дно и претерпевают метаморфоз в молодого ежа.

## Экология
Вместе с этим ежом живёт ряд ракообразных и рыб. К ним относятся креветки-комменсалы Periclimenes hirsutus и Stegopontonia commensalis (Palaemonidae), а также краб Zebrida adamsii (Pilumnidae). Другой краб, Dorippe frascone (Dorippidae), является симбионтом и носит ежа на спине. Некоторые молодые рыбы также живут среди шипов, включая молодых трёхполосых луцианов (Lutjanus sebae), кардиналовых рыб (Apogonidae) и скорпеновых рыб-зебр.

## Отношения с людьми
Хотя шипы этого ежа не смертельны для человека, они довольно ядовиты и способны наносить болезненные раны. Общая оценка по шкале боли, согласно индексу боли «Королей боли», составляет 12 баллов из 30. Однако, будучи довольно крупным и ярко окрашенным видом ежей, он относительно заметен для дайверов, что делает травмы от случайного наступления на него сравнительно редкими. Красота этого многоцветного морского ежа также делает его излюбленным объектом для подводных фотографов и некоторых экспертов-рыбоводов.
Этот морской еж ценится аквариумистами за красивую окраску, однако его быстрый рост и значительные размеры требуют больших запасов пищи (без которой он может нападать на медленно передвигающихся животных или растения) и большого аквариума, не менее 200 литров.